# Kong – król dżungli
Kong – król dżungli (ang. The Mighty Kong) – amerykański film animowany z 1998 roku w reżyserii Arta Scotta, wydany bezpośrednio na rynek kina domowego. Remake filmu King Kong z 1933 roku.

## Fabuła
Ann Darrow, nowojorska aktorka szukająca pracy, spotyka się z reżyserem filmowym – C.B. Denhamem, który oferuje jej pracę w nowym filmie. Wchodzą na pokład S.S. Java Queen, aby stworzyć sesję filmową na tropikalnej wyspie. Na statku Ann zaprzyjaźnia się z chłopcem pokładowym Rickym i jego małpką Chimpsem, ale musi znosić uwagi oficera pokładowego Jacka Driscolla. Marynarze na pokładzie opowiadają historie o Wyspie Czaszki, gdzie tubylcy czczą małpiego boga, któremu składają ofiary z ludzi. Wkrótce Denham potwierdza rewelacje o Wyspie Czaszki i mówi, że to na tej wyspie chce nakręcić film.
Ekipa filmowa przybywa na Wyspę Czaszki i natyka na tubylców, którzy są proszą o oddanie im Ann, na co nie zgadza się kapitan. Wszyscy uciekają przed gniewnymi tubylcami. Wieczorem Ann zamierza lepiej się dogadywać z Jackiem. Jednak wkrótce zostaje porwana przez tubylców. Gdy Ricky znajduje zgubiony naszyjnik tubylców, załoga S.S. Java Queen rusza Ann na ratunek, która zostaje ofiarowana wielkiego gorylowi nazywanego przez tubylców Kongiem, który wyrusza wraz z nią w głąb dżungli.
Za nimi podąża Jack, który odkrywa, że Wyspa Czaszki to prehistoryczny ekosystem pełen dinozaurów. W międzyczasie Kong chroni Ann przed różnymi niebezpieczeństwami walcząc m.in. z tyranozaurem, pterozaurami i titanoboą. Wkrótce w pieczarze Konga Jack odnajduje Ann i ucieka z nią przed Kongiem. Gdy załoga S.S. Java Queen ma opuścić wyspę atakuje ich Kong. Jack rzuca w niego bombą z chloroformem i usypia go. Denham widzi w tym okazję, by pokazać Konga całemu światu. Kapitan S.S. Java Queen nie zgadza się na to i niechętnie przystaje na warunki Denhama, gdy pojawia się widmo erupcji wulkanu.
W Nowym Jorku Kong reklamowany jako Potężny Kong w rewii Denhama. Ann nie podoba się, że Kong musi być zakuty w kajdany. Podczas prezentacji błyski fleszy utwierdzają Konga, że Ann jest w niebezpieczeństwie i wyrywa się z łańcuchów. Wkrótce rozpoczyna zniszczenia w Nowym Jorku w poszukiwaniu Ann, która wraz z Jackiem ukrywa się w hotelu. Kong wkrótce znajduje Ann i zabiera ją na szczyt Empire State Building. Armia wysyła ją na Konga samoloty. Kong odstawia nieprzytomną Ann, która wkrótce spada. W ostatniej chwili łapie się balustrady. Armia za radą Denhama wysyła dwa sterowce z siecią pomiędzy nimi do złapania Konga. Kong próbuje wydostać się z sieci, chcąc znaleźć Ann co kończy się upadkiem na ziemię. Ann w ostatniej chwili zostaje uratowana przez Jacka. Kong jednak przeżywa upadek z wysokości.

## Obsada (głosy)
- Dudley Moore –
  - King Kong,
  - C.B. Denham
- Jodi Benson – Ann Darrow
- Randy Hamilton – Jack Driscoll
- William Sage – Roscoe
- Jason Gray-Stanford – Ricky
- Richard Newman – kapitan

## Wersja polska
Wersja polska: Studio Sonica

Reżyseria: Jerzy Dominik

Dialogi:
- Edyta Czepiel-Zadura,
- Jerzy Dominik

Dźwięk i montaż: Jerzy Januszewski

Kierownictwo produkcji: Elżbieta Kręciejewska

Wystąpili:
- Jolanta Wilk – Ann Darrow
- Andrzej Ferenc – C.B. Denham
- Robert Czebotar – Jack Driscoll
- Mieczysław Morański – Roscoe
- Włodzimierz Bednarski – kapitan
- Cezary Kwieciński – Ricky
- Leopold Matuszczak
- Krzysztof Kołbasiuk
- Jerzy Dominik

Lektor: Jerzy Dominik